# الحبل بلا دنس

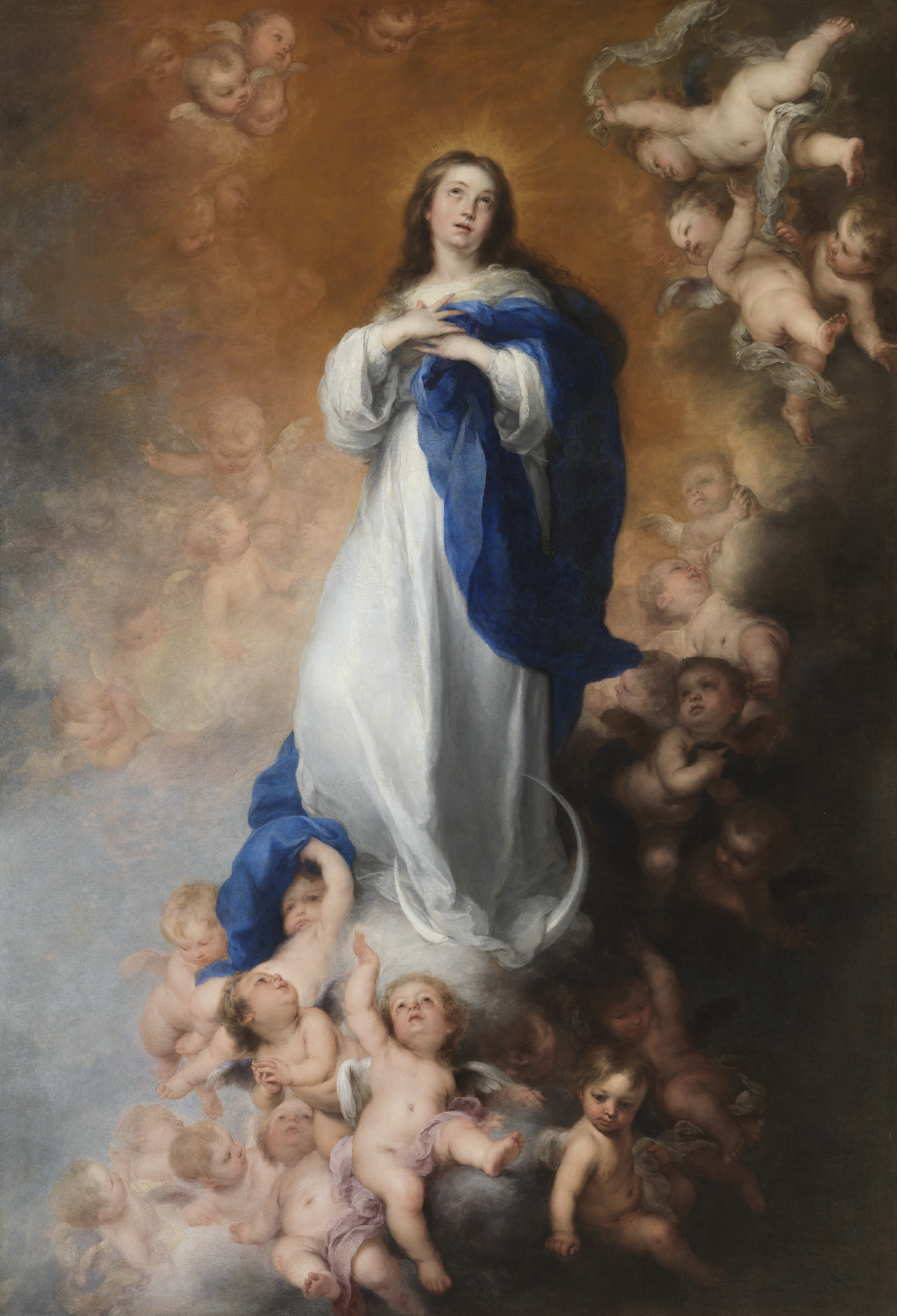
أيقونة الحبل بلا دنس التي تعود لعام 1678 بريشة بارتولومه إستبان موريو وموجودة في متحف ديل برادو بمدريد.

الحبل بلا دنس أو سيدة الحبل بلا دنس أو سيدتنا التي حُبل بها بلا دنس، هي عقيدة مسيحية تختصّ مريم العذراء، وتندرج في إطار العلوم المريمية، ورغم وجودها في كتابات آبائية عديدة، إلا أنها أقرّت رسميًا في حبرية البابا بيوس التاسع عام 1854، وتنصّ أن العذراء مريم قد ولدت من دون أن ترث الخطيئة الأصلية، أي خطيئة آدم وحواء التي يرثها الجنس البشري؛ وذلك ليس بطاقاتها الذاتية بل كما ينص منطوق العقيدة: باستحقاقات ابنها يسوع المسيح، أي أن يسوع قد خلّصها هي الأخرى كسائر المسيحيين إنما بنوع فريد قبل تبشيره وصلبه، وذلك منذ اللحظة الأولى التي تشكلت بها في بطن أمها؛ ولا تشير العقيدة إلى أن الحبل قد تمّ دون وجود اتصال جنسي، لكنها تشير إلى أن الروح القدس قد طهر مريم من الخطيئة الأصلية منذ اللحظة الأولى التي تشكلت فيها: والهدف من العقيدة هو تبرئة العذراء من أي علاقة بالخطيئة؛ أي أنها طاهرة تماماً ليس لها خطية أصلية أو شخصية منذ اللحظة الأولى التي حبل بها وحتى وجودها كإنسان، نظراً للمكانة التي ستحتلها مريم بأن تكون أماً لله.
ويقول البابا بيوس التاسع في هذا الخصوص:
| الحبل بلا دنس | العصمة من الخطيئة الأصلية كانت لمريم هبة من الله وتدبيراً استثنائياً لم يعط إلا لها، ومن هنا تظهر العلة الفاعلة للحبل بمريم البريء، فهي من الله القدير، وتظهر أيضاً العلة الاستحقاقية بيسوع المسيح الفادي، والنتيجة هى أن مريم كانت بحاجة إلى الفداء وقد افتديت فعلاً، فهي كانت نتيجة لأصلها الطبيعي، لضرورة الخطيئة الأصلية، مثل أبناء آدم جميعاً إلا أنها بتدخل خاص من الله قد وقيت من دنس الخطيئة الأصلية، وهكذا افتديت بنعمة المسيح لكن بصورة أكمل من سائر البشر وكانت العلة الغائية القريبة للحبل بمريم البريء من الدنس هي أمومتها الإلهية. | الحبل بلا دنس |

ترى الكنيسة الكاثوليكية أيضًا عدة شواهد من الكتاب المقدس تؤيد العقيدة مثل نشيد الأناشيد 7/4: كلك جميلة يا حبيبتي ولا عيب فيكي. يعتقد المسيحيون أن النبؤة السابقة تتعلق بمريم وبصفة أن لا عيب فيها، فمن ضمن العيوب الخطيئة الأصلية؛ وكذلك وصفها بالممتلئة نعمة في لوقا 28/1 فالامتلاء من النعم يشمل التخلص من الخطيئة الأصلية أيضًا سوى ذلك: في بعض الترجمات نجد «المنعم عليها» وهذا اللفظ يجعلنا نتسائل عن زمن بداية هذا الإنعام وعن هذا الامتلاء بالنعمة، فلا بد أن يمتد ليشتمل على حياة العذراء كلها منذ اللحظة الأولى. هناك عدد آخر من الشواهد يرتكز على سفر حكمة يشوع ابن سيراخ وغيره من أسفار العهد القديم. إضافة إلى كتابات آباء الكنيسة الأوائل.
تعترض الكنائس الأرثوذكسية المشرقية على عقيدة الحبل بلا دنس، وتراه يتعارض مع تعاليم الكتاب المقدس؛ الاعتراض يأتي بشكل أساسي من قول مريم في إنجيل لوقا: تبتهج روحي بالله مخلصيلوقا 46/1] غير أن اللاهوتيين الكاثوليك لا يرون في الآية السابقة تعارض طالما أن فعل التخليص قد تم بواسطة يسوع ابنها سواءً قبل الصلب أم بعده خصوصًا أن سفر المزامير يذكر أنّ: قدس العليّ مسكنهمزمور 5/45] فكيف سيتخذ الابن جسدًا يحوي الخطيئة الأصلية مسكنًا له؛ الاعتراض الثاني يأتي من الرسالة إلى روما حيث يذكر شمولية الخطيئة الأصلية على جميع البشر، لكن اللاهوتيين الكاثوليك يرون أيضًا أن الرسالة إلى العبرانيين تذكر أن الموت جائز على جميع البشر مرة واحدة، ومع ذلك فإن العهد القديم والعهد الجديد يذكر أسماء عدة شخصيات اجترحت معهم عجائب خاصة فعادوا إلى الحياة وبالتالي يكونوا قد ماتوا مرتين، وليس مرة واحدة، فالاستثناء دائمًا جائز.
الكنائس الأرثوذكسية الشرقية رفضت العقيدة لكونها من صلب الإيمان ولا حاجة لإعلان عقيدي خاص، تماشيًا مع نظرة هذه الكنائس للخطيئة الأصلية، أما مارتن لوثر فقد قبل الحبل بلا دنس واستند في برهان ذلك إلى القديس أغسطينوس، غير أن سائر البروتستانت فيرون أن العقيدة تدخل في إطار المهاترات اللاهوتية.